# جاستین سرجنت
جاستین سعد سرجنت (انگلیسی: Justine Sergent; ۳۱ مارس ۱۹۵۰ – ۱۱ آوریل ۱۹۹۴) محققی در زمینه علوم اعصاب شناختی و از سال ۱۹۷۹ تا ۱۹۸۲، دانشیار عصب‌شناسی و جراحی مغز و اعصاب در مؤسسه عصبی مونترال در دانشگاه مک گیل بود.
سعد سرجنت به عنوان دانشمند برتر رشته خود شناخته می‌شد تا اینکه از طرف اشخاصی که هویتشان ناشناس است به نقض اخلاق تحقیق متهم و حملات به شخصیت و تحقیقات او باعث استرس قابل توجهی در سعد شد. او و همسرش کمتر از دو سال بعد با هم در اثر خودکشی جان باختند. سه سال پس از مرگ او، تحقیقات نتوانست هیچ مدرکی دال بر تقلب پیدا کند.

## اوایل زندگی و تحصیل
سعد سرجنت در ۳۱ مارس ۱۹۵۰ در لبنان متولد شد. زمانی که در آنجا تدریس می‌کرد، با شوهر آینده خود ایو سرجنت آشنا شد. سپس به فرانسه نقل مکان و در آنجا ازدواج کردند. سعد سرجنت بعداً در دانشگاه مک گیل ثبت نام کرد و در آنجا مدرک لیسانس، فوق لیسانس و دکترا گرفت.

## پژوهش‌ها
سعد سرجنت یکی از اولین محققانی بود که شواهدی را در مورد نوروآناتومی عملکردی پردازش صورت ارائه و سپس ناحیه دوکی شکل صورت (FFA) را در سال ۱۹۹۲ توصیف کرد. با استفاده از توموگرافی گسیل پوزیترون (PET)، سرجنت دریافت که الگوهای مختلف فعال سازی در پاسخ به دو وظیفه مختلف مورد نیاز، پردازش چهره و پردازش شی وجود دارد. این منطقه پردازش بعداً توسط نانسی کانویشر در سال ۱۹۹۷ نامگذاری شد، که پیشنهاد کرد وجود FFA مدرکی برای اختصاصی بودن دامنه در سیستم بینایی است.

## رسوایی و مرگ
این اتفاق در دانشگاه مک گیل، تحت سرپرستی دیوید جانستون (که بعداً فرماندار کل کانادا شد) رخ داد. این مسئله در ژوئیه ۱۹۹۲ به اوج خود رسید، جایی که در نامه ای ناشناس، سعد سرجنت به نقض رویه‌های تحقیقاتی اخلاقی (یک تکنیک شناخته شده موبینگ دانشگاهی) متهم شد. او متهم بود که برای تحقیقاتش در مورد عملکرد مغز پیانیست‌ها، از کمیتهٔ اخلاقی تأیید نگرفته است. این تحقیق شامل استفاده از اسکن PET بود که نیاز به تزریق ایزوتوپ‌های رادیواکتیو دارد. سعد-سرجنت پاسخ داد که تأیید به قوت خود باقی است، زیرا هیچ چیز در آزمایش اولیه که او برای آن تاییدیه دریافت کرده تغییر نکرده بود، اما محرک‌ها تفاوت داشت (آزمودنی‌ها اکنون به جای حروف به نت‌های موسیقی نگاه می‌کردند). در سال ۱۹۹۳، جانستون، سعد-سرجنت را به دلیل عدم گزارش این تغییر جزئی در محرک‌ها در آزمایش‌هایش به کمیته اخلاق، توبیخ کرد.
تقریباً دو سال پس از ارسال اولین نامه ناشناس، چندین نسخه از نامه ناشناس دیگر دربارهٔ کارهای تحقیقاتی او به کمیته اخلاق ارسال شد. در این نامه تلاش گردید تا سعد-سرجنت با پیوند دادن تحقیقاتش به پرونده راجر پواسون از بیمارستان سنت لوک، بی‌اعتبارتر شود. پواسون به جعل سوابق در تحقیقات سرطان سینه خود اعتراف کرده بود. یکی از این نامه‌ها توسط روزنامه مونترال دریافت و در ۹ آوریل ۱۹۹۴ مقاله ای در مورد توبیخ سعد-سرجنت در سال ۱۹۹۳ منتشر شد. آخر هفته پس از انتشار این مقاله، سعد سرجنت و همسرش در گاراژ خود در اثر مسمومیت با مونوکسید کربن مرده پیدا شدند. پزشک قانونی زمان مرگ آنها را ۱۱:۴۰ صبح در ۱۲ آوریل ۱۹۹۴ اعلام کرد. یک یادداشت خودکشی وجود داشت که نامه ناشناس را دلیل خودکشی آنها ذکر کرده بود. یادداشت هر دو در روزنامه لا پرسه منتشر شد.
تحقیقات دربارهٔ اقدامات جانستون علیه سعد-سرجنت در دانشگاه مک گیل و نقض اخلاقی ادعایی او، در ۱۵ ژوئیه ۱۹۹۷ توسط دارایی ساعد-سرجنت به حالت تعلیق درآمد.

## در یادبود
جایزه بین‌المللی جاستین و ایو سرجنت در علوم اعصاب شناختی کنفرانس جاستین و ایو سرجنت ایو سگوئن، «موبینگ، یا نابودی کنسرت د آنه شیمل آمانه»